# The Art of Drowning
The Art of Drowning (рус. Искусство утопления) — пятый студийный альбом американской рок-группы AFI. Выпущен 19 сентября 2000 года на лейбле Nitro Records. Первый альбом AFI, который попал в хит-парады: он поднялся на 174 позицию в рейтинге Billboard 200.

## Об альбоме
В The Art Of Drowning AFI впервые использовали электронную музыку, а именно в начале трека «The Despair Factor». Внутри коробки с диском сбоку написано слово «Battled». Так называется скрытый трек на CD.

## Песни
В песне «The Despair Factor» есть слова «My whole life is a dark room… one big dark room», которые принадлежат Вайноне Райдер в фильме «Битлджус». Композиция «Wester» присутствует в игре Winter X-Games Snowboarding 2000. Песня «The Days Of The Phoenix» названа в честь театра Феникс в Петалуме, штат Калифорния. Город находится рядом с Юкайа, местом создания группы. Именно в театре Феникс был проведён концерт, когда ребята собрались на рожденственских каникулах, после которого они бросили институты ради группы.
Название официального фан-клуба Despair Faction происходит от песни «The Despair Factor».

## Список композиций
| №   | Название                                    | Длительность |
| --- | ------------------------------------------- | ------------ |
| 1.  | «Initiation»                                | 0:39         |
| 2.  | «The Lost Souls»                            | 2:42         |
| 3.  | «The Nephilim»                              | 2:35         |
| 4.  | «Ever and a Day»                            | 3:06         |
| 5.  | «Sacrifice Theory»                          | 1:58         |
| 6.  | «Of Greetings and Goodbyes»                 | 3:04         |
| 7.  | «Smile»                                     | 1:31         |
| 8.  | «A Story at Three»                          | 3:53         |
| 9.  | «The Days Of The Phoenix»                   | 3:27         |
| 10. | «Catch a Hot One»                           | 2:54         |
| 11. | «Wester»                                    | 3:02         |
| 12. | «6 to 8»                                    | 4:21         |
| 13. | «The Despair Factor»                        | 3:54         |
| 14. | «Morningstar» (со скрытым треком "Battled") | 11:28        |

| №  | Название          | Длительность |
| -- | ----------------- | ------------ |
| 9. | «Dream of Waking» | 3:03         |

| №   | Название          | Длительность |
| --- | ----------------- | ------------ |
| 15. | «Dream of Waking» | 3:03         |

## Бонусы и неизданные треки
- «Battled» является скрытым треком на компакт-диске, идущим после «Morningstar».
- «Dream of Waking» — бонус-трек, изданный только на виниле. Имеет номер 9 на стороне A. Позже был выпущен в компиляции Nitro Records Punkzilla. Также трек доступен на iTunes.
- «A Winter’s Tale» — трек, записанный в ходе сессии The Art of Drowning. Впервые издаётся в мини-альбоме The Days of the Phoenix EP, а позже в компиляции AFI.

## Позиции в хит-парадах
| Хит-парад                | Позиция |
| ------------------------ | ------- |
| Billboard 200            | 174     |
| Heatseekers              | 9       |
| Top Independent Albums   | 12      |
| Top Heatseekers Pacific  | 2       |
| Top Heatseekers Mountain | 1       |